# CA Bordeaux-Bègles Gironde
Der Club Athlétique Bordeaux-Bègles Gironde (kurz CABBG) ist ein polysportiver Verein aus der französischen Stadt Bègles im Département Gironde, einem südlichen Vorort von Bordeaux. Die erste Mannschaft der Abteilung Rugby Union fusionierte im März 2006 mit jener von Stade Bordelais zur Mannschaft Union Bordeaux Bègles. Die Juniorenmannschaften sind von dieser Maßnahme nicht betroffen und bleiben weiterhin eigenständig. Die größten Erfolge der Rugbymannschaft sind die Meistertitel in den Jahren 1969 und 1991.

## Geschichte
Im März 1907 wurde der Verein unter dem Namen Club Athlétique Béglais (CAB) gegründet. Bereits 1913 stieg der Verein in die höchste Liga auf und gehörte diesem anschließend während 90 Jahren an. 1949 gewann der CAB seinen ersten bedeutenden Titel, den Coupe de France. 1967 erreichte er erstmals das Finale der Meisterschaft, unterlag aber US Montauban. Zwei Jahre später stand der CAB erneut im Meisterschaftsfinale und gewann gegen Stade Toulousain seinen ersten Meistertitel.
1983 änderte der Verein seinen Namen in CA Bègles-Bordeaux und 1988 schließlich in CA Bordeaux-Bègles Gironde (CABBG). 1991 traf der Verein im Meisterschaftsfinale erneut auf Stade Toulousain und gewann zum zweiten Mal den französischen Meistertitel. Der CABBG konnte 1991 und 1995 außerdem die prestigeträchtige Challenge Yves du Manoir für sich entscheiden. In den Saisons 1995/96 und 1998/99 nahm er am europäischen Pokalwettbewerb Heineken Cup teil, kam aber nicht über die Vorrunde hinaus.
Der CABBG musste 2003 erstmals aus der ersten Liga absteigen, nachdem die Finanzkommission der Ligue nationale de rugby dem Verein aufgrund finanzieller Probleme die Lizenz verweigert hatte. Ein Jahr später ging der Verein bankrott und war gezwungen, in der obersten Amateurliga Fédérale 1 zu spielen. Schließlich wurde im März 2006 die erste Mannschaft des CABBG mit jener des Lokalrivalen Stade Bordelais (die damals in der Pro D2 spielte) vereinigt. Ziel war es, eine Mannschaft aufzubauen, die den Sprung in die höchste Liga Top 14 schaffen sollte.
Der CA Bordeaux-Bègles Gironde ist seit der Saison 2015/16 neuer Hauptmieter des Stade Chaban-Delmas, da der Fußballverein Girondins Bordeaux in das damals fertiggestellte Grand Stade de Bordeaux umzog. Der Rugbyverein nutzte das Stadion schon seit 2011 für Spiele mit großem Zuschauerinteresse.

## Erfolge
- Meister: 1969, 1991
- Meisterschaftsfinalist: 1967
- Sieger Challenge Yves du Manoir: 1991, 1995
- Sieger Coupe de France: 1949

## Meisterschaftsfinalspiele des CABBG
| Datum        | Meister            | 2. Finalist        | Ergebnis | Ort                     | Zuschauer |
| ------------ | ------------------ | ------------------ | -------- | ----------------------- | --------- |
| 28. Mai 1967 | US Montauban       | CA Bordeaux-Bègles | 11:3     | Parc Lescure, Bordeaux  | 32.115    |
| 18. Mai 1969 | CA Bordeaux-Bègles | Stade Toulousain   | 11:9     | Stade de Gerland, Lyon  | 22.191    |
| 1. Juni 1991 | CA Bordeaux-Bègles | Stade Toulousain   | 19:10    | Parc des Princes, Paris | 48.000    |

## Bekannte Spieler
- Guy Accoceberry
- David Bortolussi
- Olivier Brouzet
- Thierry Dusautoir
- Patrice Lagisquet
- Bernard Laporte
- Alban Moga
- Vincent Moscato
- Jean Trillo